# Francia agli XI Giochi olimpici invernali
La Francia partecipò agli XI Giochi olimpici invernali, svoltisi a Sapporo, Giappone, dal 3 al 13 febbraio 1972, con una delegazione di 40 atleti impegnati in nove discipline.

## Medagliere

### Per discipline
| Sport                 | Oro | Argento | Bronzo | Totale |
| --------------------- | --- | ------- | ------ | ------ |
| Sci alpino            | 0   | 1       | 1      | 2      |
| Pattinaggio di figura | 0   | 0       | 1      | 1      |
| Totale                | 0   | 1       | 2      | 3      |

### Medaglie
| Medaglia | Atleta            | Sport                 | Evento                         |
| -------- | ----------------- | --------------------- | ------------------------------ |
| Argento  | Danièle Debernard | Sci alpino            | Slalom speciale femminile      |
| Bronzo   | Patrick Péra      | Pattinaggio di figura | Pattinaggio di figura maschile |
| Bronzo   | Florence Steurer  | Sci alpino            | Slalom speciale femminile      |